# 🇲🇵
🇲🇵 is een Unicode vlagsequentie emoji die gebruikt wordt als regionale indicator voor Noordelijke Marianen. De meest gebruikelijke weergave is die van de vlag van de Noordelijke Marianen, maar op sommige platforms (waaronder Microsoft Windows) ziet men de letters MP.
De vlagsequentie is opgebouwd uit de combinatie van de Regional Indicator Symbols 🇲 (U+1F1F2) en 🇵 (U+1F1F5), tezamen de ISO 3166-1 alpha-2 code MP voor Noordelijke Marianen vormend.
Deze emoji is in 2010 geïntroduceerd met de Unicode 6.0-standaard.

## Gebruik

De landsvlag van Noordelijke Marianen

Deze emoji wordt gebruikt als regionale aanduiding van Noordelijke Marianen.

## Codering

De Twemoji-implementatie

### Unicode
In Unicode vindt men de 🇲🇵 met de codesequentie U+1F1F2 U+1F1F5 (hex).

### Shortcode
Er zijn shortcodes  voor 🇲🇵; in Github kan deze opgeroepen worden met :northern mariana islands:,  in Slack kan het karakter worden opgeroepen met de code :flag-mp:.